# Roll in Peace
Roll in Peace è un singolo del rapper statunitense Kodak Black in collaborazione con XXXTentacion, pubblicato il 7 novembre 2017 come estratto dall'album in studio Project Baby 2.

## Video musicale
Il video musicale di accompagnamento della canzone è stato presentato in anteprima il 15 gennaio 2018, sull'account YouTube di Kodak Black.

## Remix
Diversi remix della canzone sono stati pubblicati da artisti come Migos, Gucci Mane, Travis Scott, Lil Wayne, Nasty C, Remy Ma e T-Pain. Una versione "Aussie Mix" è stata creata anche dai rapper australiani Chillinit e Wombat.